# Tineke Bot

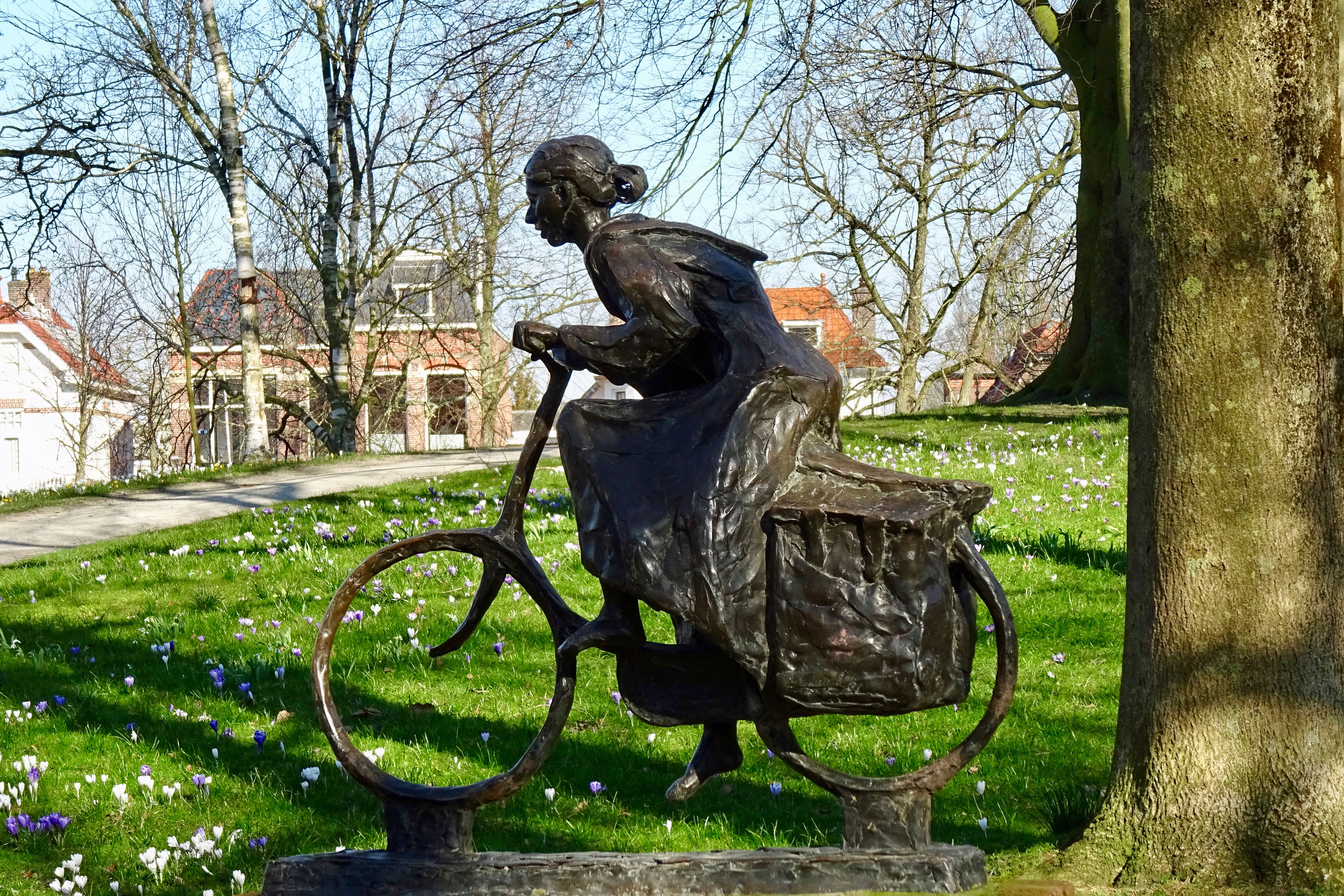
Koerierster, Leeuwarden

Catherina Francisca „Tineke“ Bot (* 17. Juni 1945 in Hilversum) ist eine niederländische Bildhauerin und Malerin.

## Leben und Werk
Tineke Bot wurde 1945 in Hilversum geboren. Sie ist weitestgehend Autodidaktin. Die handwerklichen Techniken der Bildhauerei lernte sie bei Mari Andriessen, Bronzeguss bei niederländischen Bronzegießern, Zeichnen und Malen bei Bob ten Hoope. 1970 eröffnete sie ihr eigenes Atelier in Hilversum. Ihre erste Ausstellung hatte sie 1974 im Ausstellungssaal des Hotel Hamdorff in Laren. Es folgten Ausstellungen 1980 in Florenz an der Akademie der Schönen Künste, in den Niederlanden, Athen, Basel und Frankreich. 1994 zog sie dauerhaft nach Frankreich und lebt in Choranche.
Tineke Bot stellt hauptsächlich figurative Bronzeskulpturen her. Eine Vielzahl ihrer Werke sind im öffentlichen Raum aufgestellt, der Großteil in den Niederlanden. Neben Skulpturen fertigt sie auch Aquarelle, Grafiken, Ölgemälde, Zeichnungen und Kaltnadelradierungen an.
Seit dem Jahr 2000 gestaltet Tineke Bot in Chorance zusammen mit ihrem Mann den „Parc des Rochesmuses“, in dem sich ihre Skulpturen und Kreationen aus Beton und anderen Materialien befinden sowie mehr als 300 Arten einheimischer Bäume, Sträucher und Blumensorten, darunter fünfzehn Ragwurzen und wilde Orchideen. Seit 2004 ist sie Mitglied im „Parcs et Jardins Rhône Alpes“ PJRA und beteiligt sich im Rahmen des „Éco-parc de  Sculpture“ an Führungen und dem „Tag der offenen Tür“.

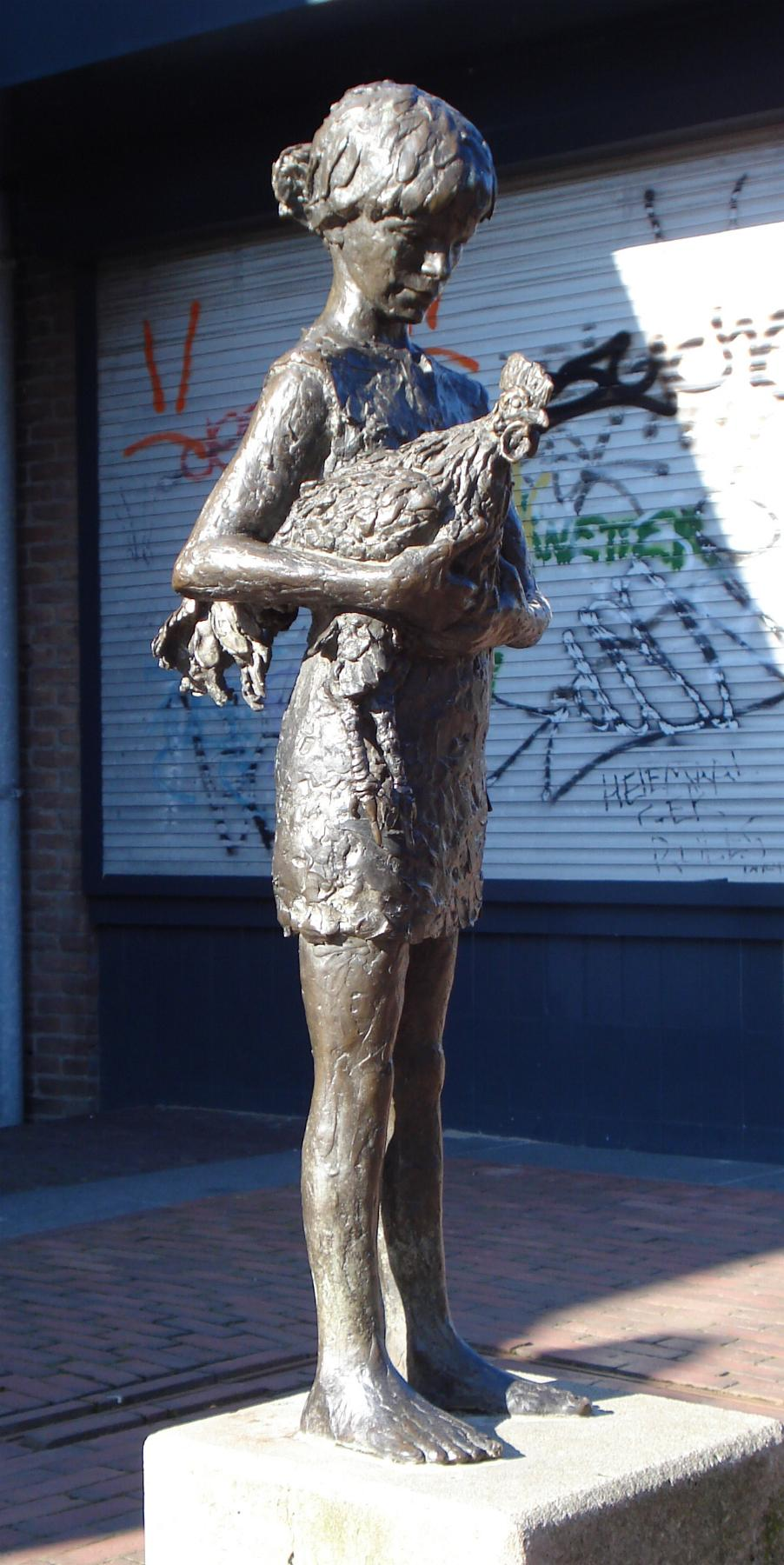
Meisje met haan
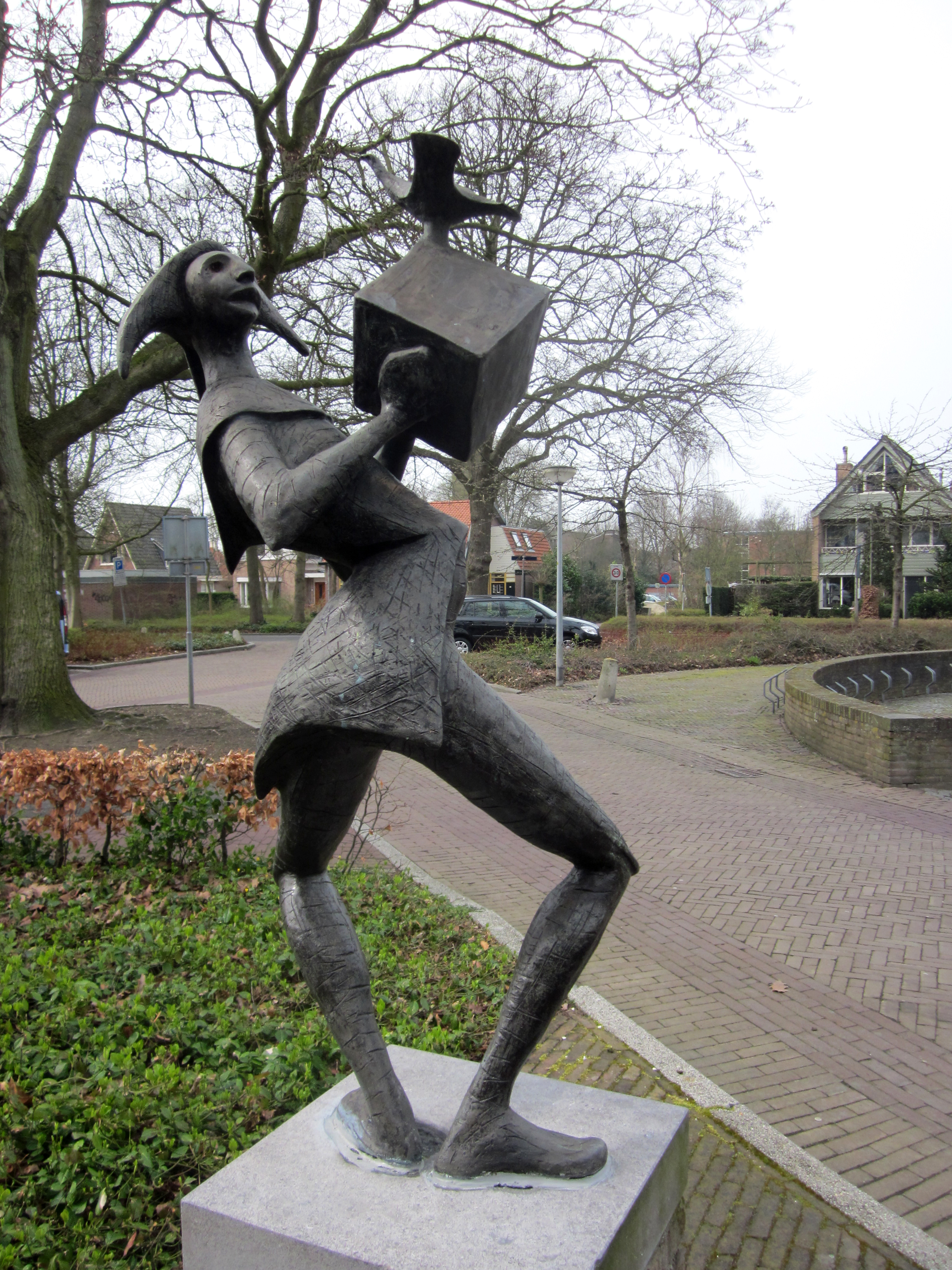
Pandora
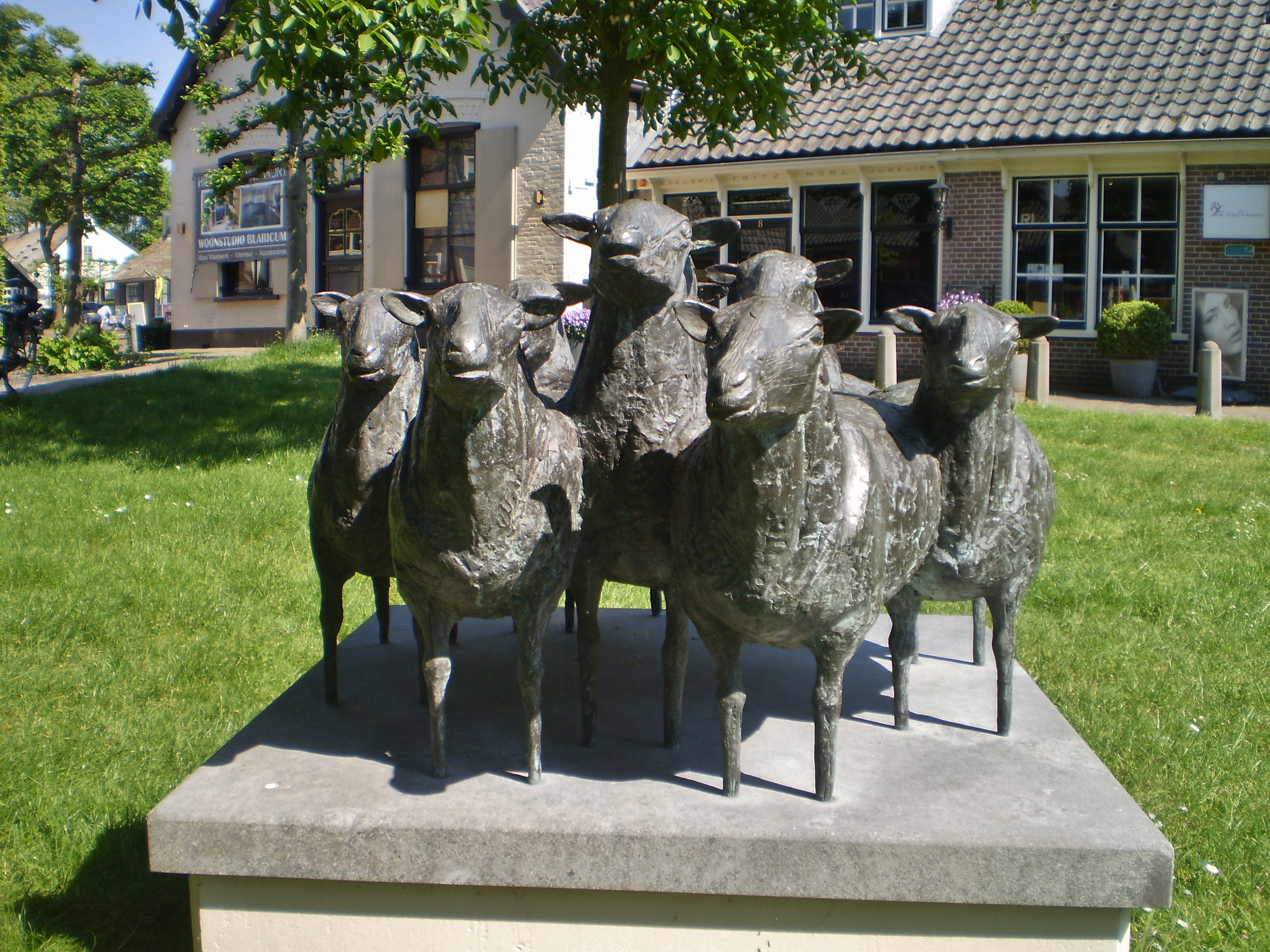
Schapen
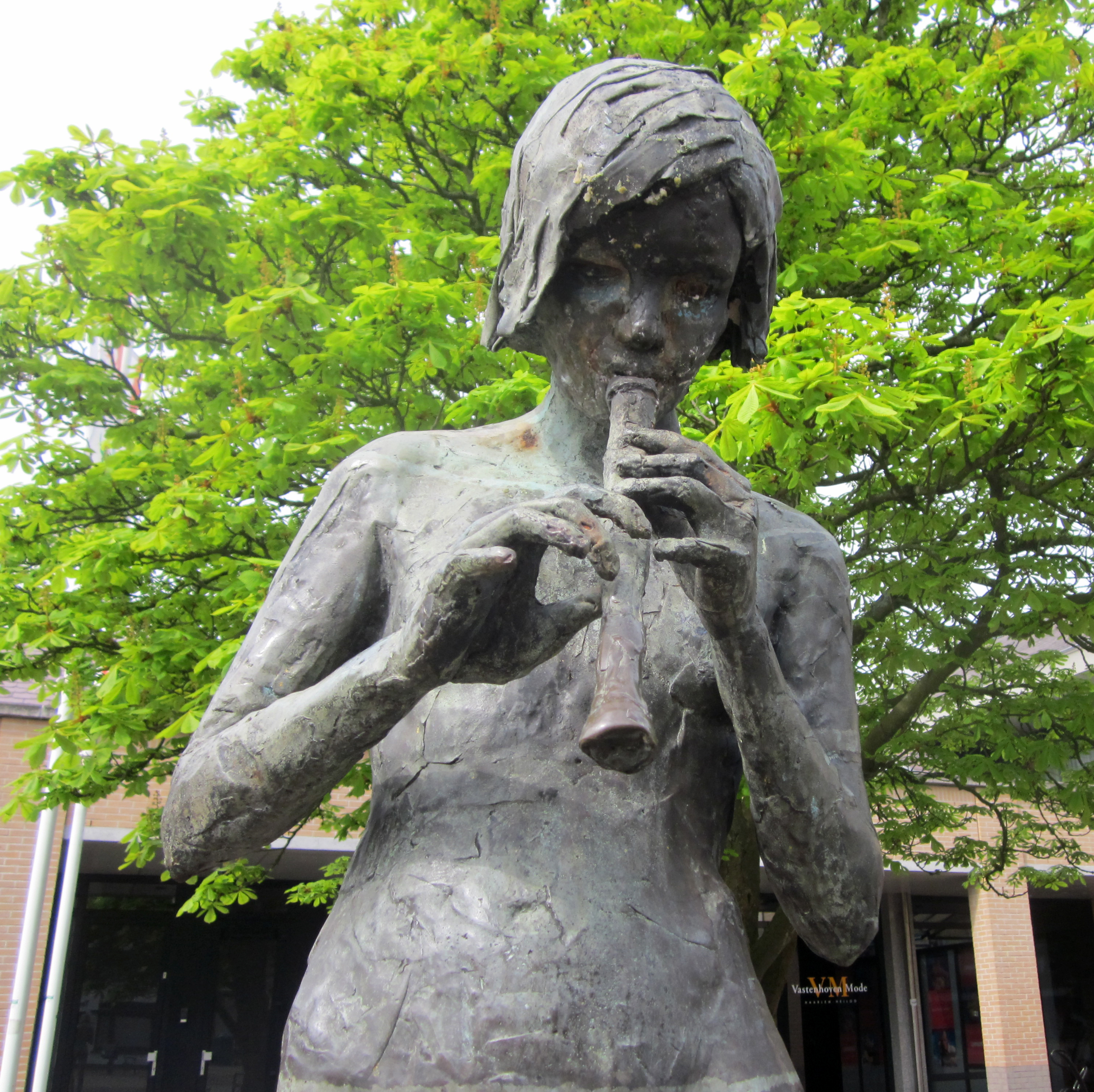
Muse
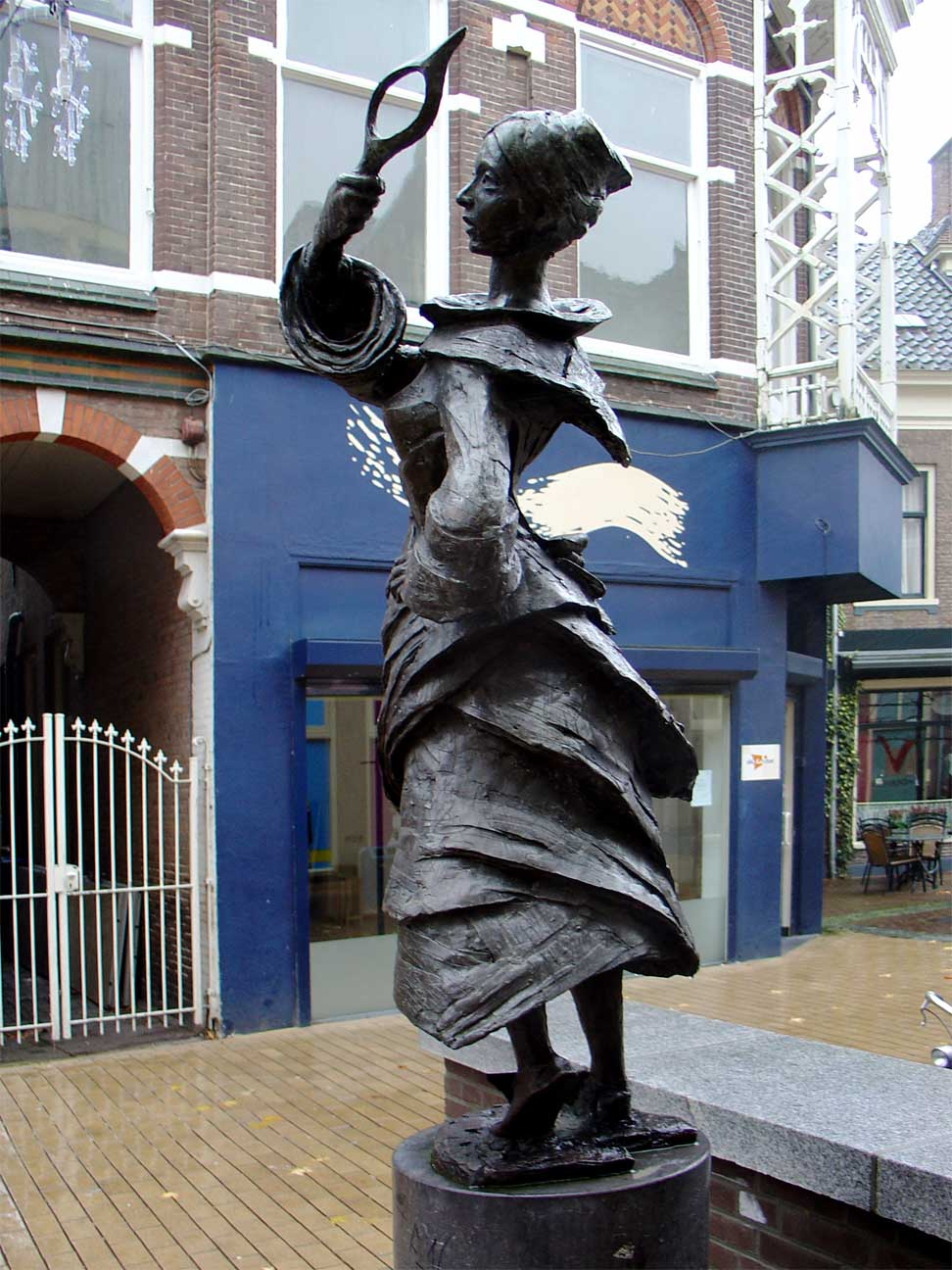
Le Miroir
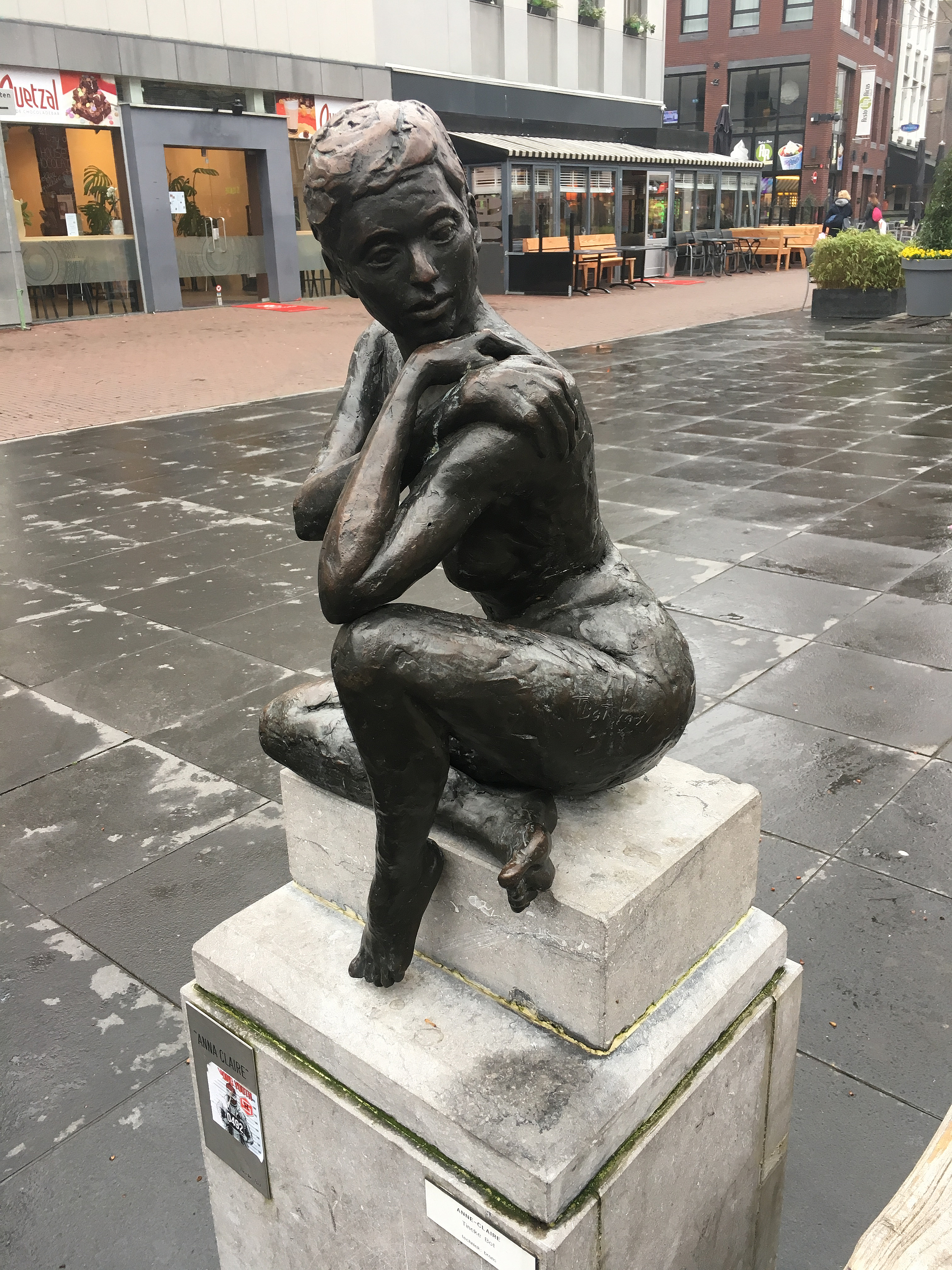
Anna-Claire
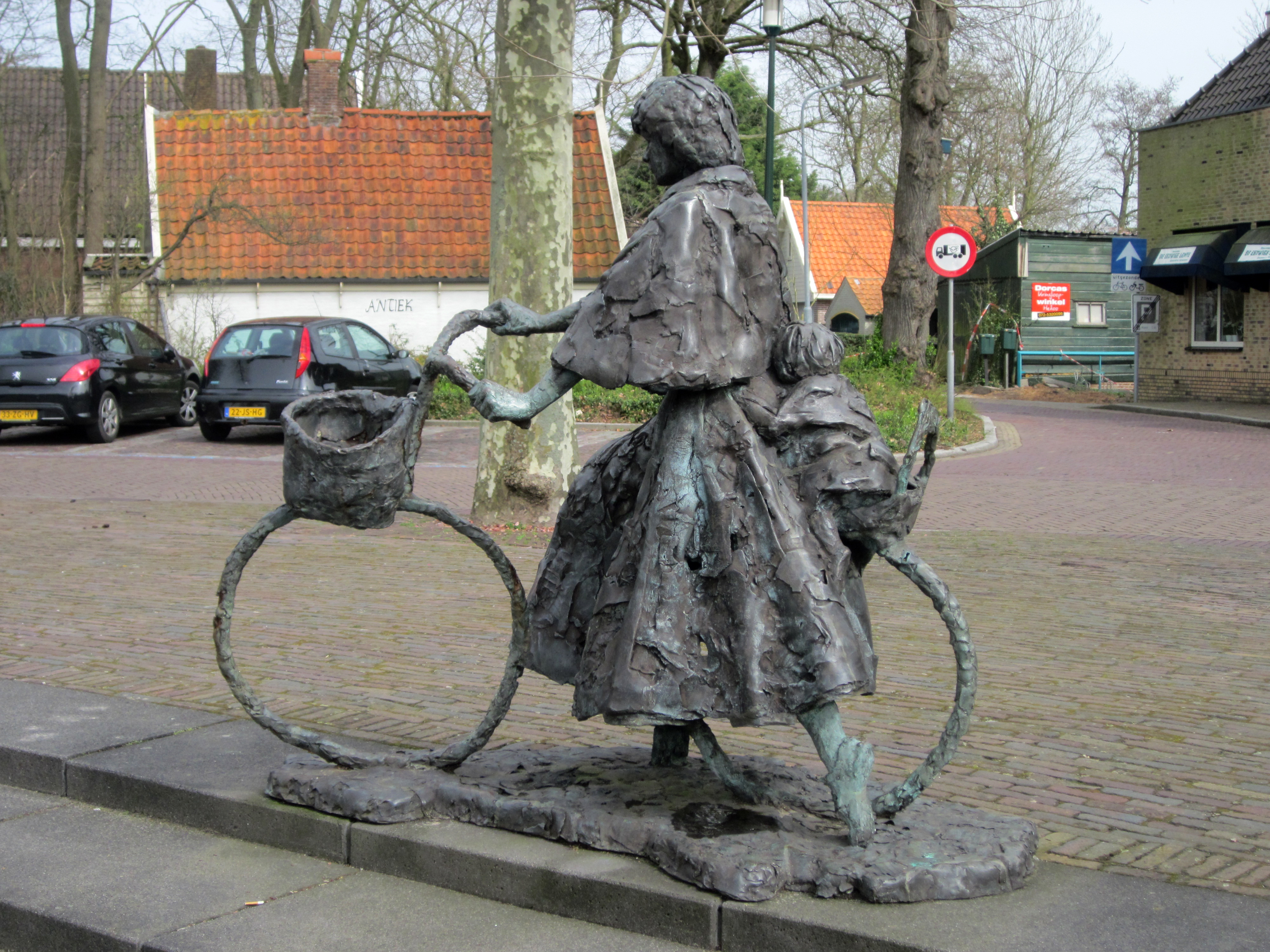
Naar 't Loo

## Werke im öffentliche Raum (Auswahl)
- 1975: De Beugelaar. Nieuwegein
- 1976: Fille aux oies .Kortenhoef
- 1977: Muse. Heerenweg in Heiloo
- 1977: Joueurs d’échecs Bussum
- 1978: Naar 't Loo. Heerenweg in Heiloo
- 1978: Fille au coq. Hilversum
- 1978: Meisje met haan. Barendrecht
- 1979: Conversation. Loosdrecht
- 1979: Fille au coq penché. Loosdrecht
- 1980: Jeu avec chien. Haarlem
- 1980: Wasvrouwtjes. Borculo
- 1981: De Koerierster (Fietsend meisje in de laatste oorlogwinter). Noorderplantage in Leeuwarden[2]
- 1981: La Messagère. Leeuwarden
- 1982: Pandora. Willibrordusweg Heiloo
- 1982:Reine. Hellevoetsluis
- 1984: Le temps s’écoule. Zeist
- 1985: Elegance. Marktstraat in Assen
- 1985: Le Miroir. Assen
- 1985: Les Frères. Backnang
- 1988: Anna-Claire. Markt in Helmond
- 1988: Meisje met fiets. Barneveld
- 1988: Schapen. Dorpsstraat in Blaricum
- 1992: Het gezin. Uddel
- 1996: Schepping. Hilversum
- Meisje met ganzen. 's Graveland[1][3]